# Etadiona
La etadiona fue el tercer fármaco de la familia de las oxazolidindionas empleado para crisis epilépticas.

## Uso indicado
La etadiona se precribió como fármaco antiepiléptico en casos refractarios, esto es, cuando otros medicamentos resultaban inútiles.
Al igual que con los demás miembros de las oxazolidindionas, ha dejado de usarse para dar entrada a fármacos menos tóxicos como la etosuximida. En un reporte se encontró que éste medicamento, junto con la trimetadiona y la parametadiona pueden causar síndrome nefrótico a largo plazo.

## Uso en embarazo y lactancia
No se recomienda.
La etadiona, junto con los otros derivados de la oxazolidindiona, solo se emplea en investigación.